# Wayne Gretzky
Wayne Douglas Gretzky (Brantford (Ontario), 26 januari 1961) is een Canadees voormalig professioneel ijshockeyspeler.
Hij wordt gezien als de beste NHL speler aller tijden. Zijn bijnaam is hierom The Great One. Zo heeft hij vele records op zijn naam staan. Hij is bijvoorbeeld de enige speler ooit die meer dan 200 punten in één NHL seizoen heeft behaald. Iets dat hij viermaal deed. Er is niemand die ook maar enigszins in de buurt komt van Gretzky's totalen van 894 goals en 1963 assists. Wel is hij sinds april 2025 ingehaald in het aantal goals door Alex Ovetsjkin, die tegen de islanders nummer 895 scoorde. Gretzky speelde zijn gehele profloopbaan met het rugnummer 99. Hij stopte in 1999 als speler en is sinds 2000 mede-eigenaar van de Phoenix Coyotes. Hij was ook een periode de hoofdcoach. Gretzky is getrouwd met Janet-Marie Jones (een Amerikaanse actrice) en woont met zijn gezin in Californië. Gretzky mocht, samen met een reeks Canadese sporticonen, de Olympische vlam aansteken tijdens de opening van de Olympische Winterspelen 2010 in Vancouver.

## Carrière

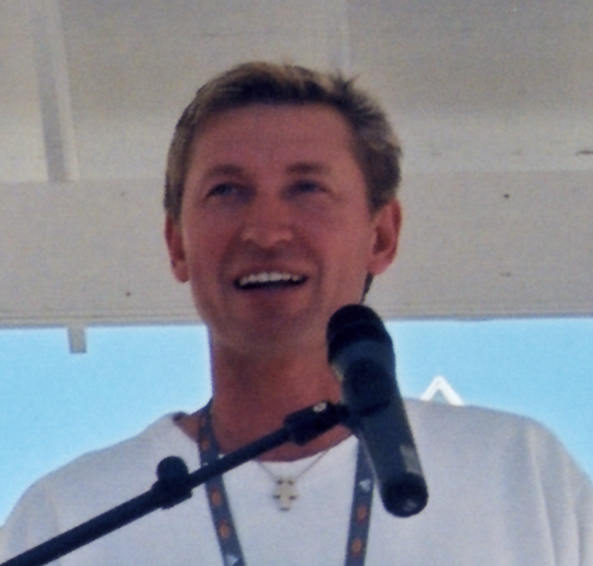
Sprekend op het WK atletiek 2001

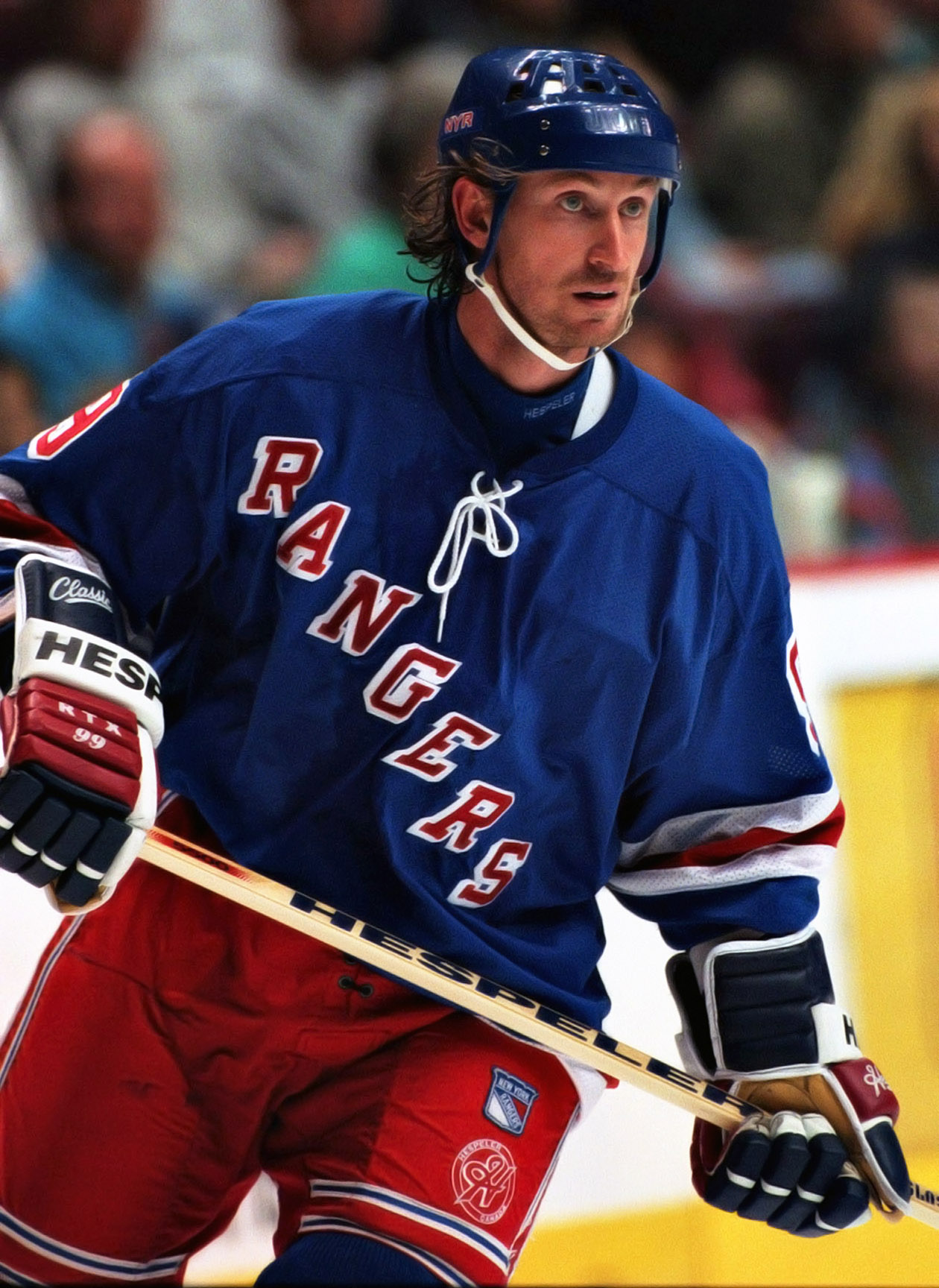
Gretzky bij de NY Rangers

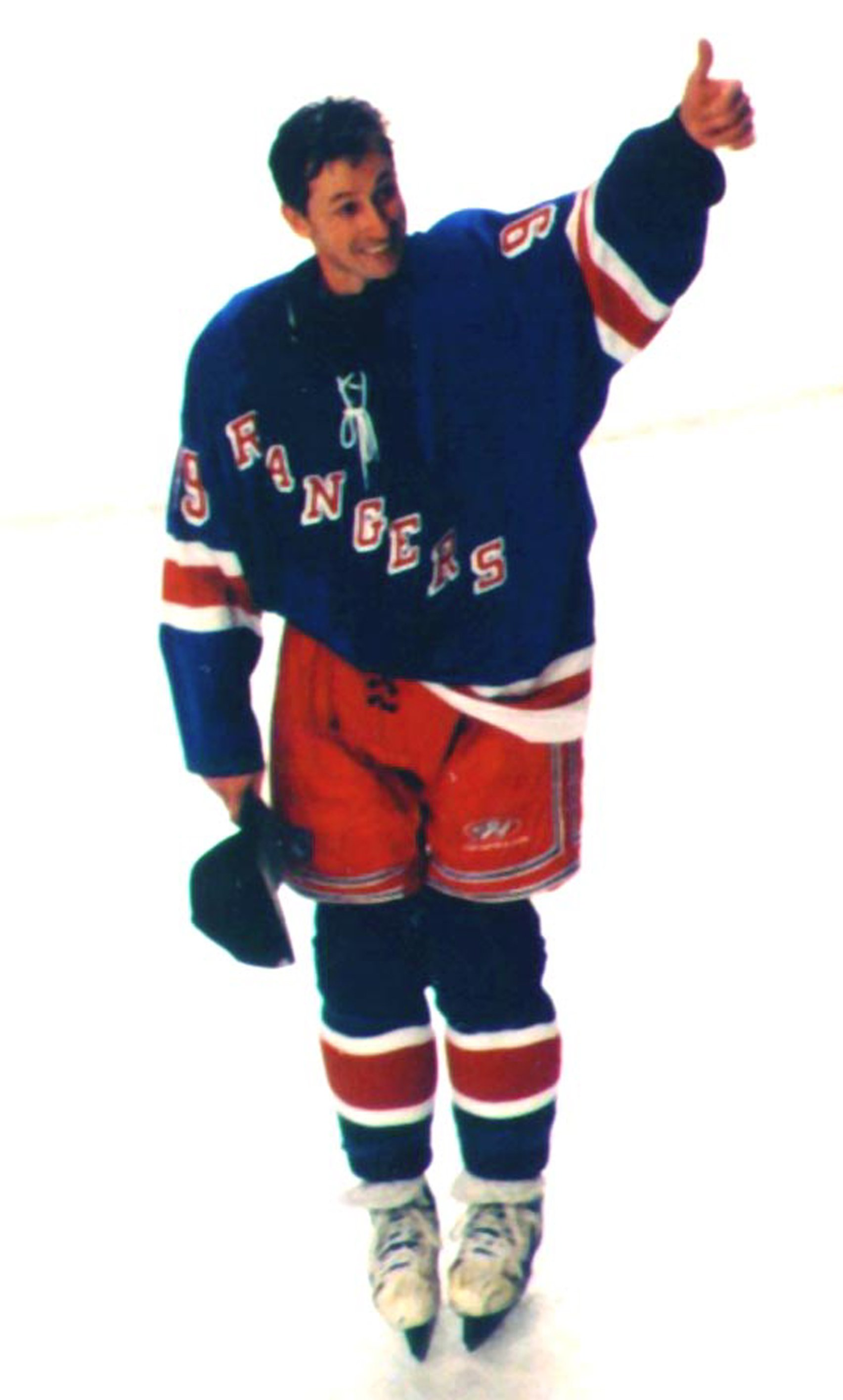
Afscheid in 1999

| 1976-77    | Peterborough Petes          | OHL        | 3     | 0   | 3     | 3     | 0   |     |     |     |     |    |
| 1977-78    | Sault Ste. Marie Greyhounds | OHL        | 64    | 70  | 112   | 182   | 14  |     |     |     |     |    |
| 1978-79    | Indianapolis Racers         | WHA        | 8     | 3   | 3     | 6     | 0   |     |     |     |     |    |
| 1978-79    | Edmonton Oilers             | WHA        | 72    | 43  | 61    | 104   | 19  | 13  | 10  | 10  | 20  | 2  |
| 1979-80    | Edmonton Oilers             | NHL        | 79    | 51  | 86    | 137   | 21  | 3   | 2   | 1   | 3   | 0  |
| 1980-81    | Edmonton Oilers             | NHL        | 80    | 55  | 109   | 164   | 28  | 9   | 7   | 14  | 21  | 4  |
| 1981-82    | Edmonton Oilers             | NHL        | 80    | 92  | 120   | 212   | 26  | 5   | 5   | 7   | 12  | 8  |
| 1982-83    | Edmonton Oilers             | NHL        | 80    | 71  | 125   | 196   | 59  | 16  | 12  | 26  | 38  | 4  |
| 1983-84    | Edmonton Oilers             | NHL        | 74    | 87  | 118   | 205   | 39  | 19  | 13  | 22  | 35  | 12 |
| 1984-85    | Edmonton Oilers             | NHL        | 80    | 73  | 135   | 208   | 52  | 18  | 17  | 30  | 47  | 4  |
| 1985-86    | Edmonton Oilers             | NHL        | 80    | 52  | 163   | 215   | 46  | 10  | 8   | 11  | 19  | 2  |
| 1986-87    | Edmonton Oilers             | NHL        | 79    | 62  | 121   | 183   | 28  | 21  | 5   | 29  | 34  | 6  |
| 1987-88    | Edmonton Oilers             | NHL        | 64    | 40  | 109   | 149   | 24  | 19  | 12  | 31  | 43  | 16 |
| 1988-89    | Los Angeles Kings           | NHL        | 78    | 54  | 114   | 168   | 26  | 11  | 5   | 17  | 22  | 0  |
| 1989-90    | Los Angeles Kings           | NHL        | 73    | 40  | 102   | 142   | 42  | 7   | 3   | 7   | 10  | 0  |
| 1990-91    | Los Angeles Kings           | NHL        | 78    | 41  | 122   | 163   | 16  | 12  | 4   | 11  | 15  | 2  |
| 1991-92    | Los Angeles Kings           | NHL        | 74    | 31  | 90    | 121   | 34  | 6   | 2   | 5   | 7   | 2  |
| 1992-93    | Los Angeles Kings           | NHL        | 45    | 16  | 49    | 65    | 6   | 24  | 15  | 25  | 40  | 4  |
| 1993-94    | Los Angeles Kings           | NHL        | 81    | 38  | 92    | 130   | 20  |     |     |     |     |    |
| 1994-95    | Los Angeles Kings           | NHL        | 48    | 11  | 37    | 48    | 6   |     |     |     |     |    |
| 1995-96    | Los Angeles Kings           | NHL        | 62    | 15  | 66    | 81    | 32  |     |     |     |     |    |
| 1995-96    | St. Louis Blues             | NHL        | 18    | 8   | 13    | 21    | 2   | 13  | 2   | 14  | 16  | 0  |
| 1996-97    | New York Rangers            | NHL        | 82    | 25  | 72    | 97    | 28  | 15  | 10  | 10  | 20  | 2  |
| 1997-98    | New York Rangers            | NHL        | 82    | 23  | 67    | 90    | 28  |     |     |     |     |    |
| 1998-99    | New York Rangers            | NHL        | 70    | 9   | 53    | 62    | 14  |     |     |     |     |    |
| Totaal WHA | Totaal WHA                  | Totaal WHA | 80    | 46  | 64    | 110   | 19  | 13  | 10  | 10  | 20  | 2  |
| Totaal NHL | Totaal NHL                  | Totaal NHL | 1 487 | 894 | 1 963 | 2 857 | 577 | 208 | 122 | 260 | 382 | 66 |

## Records
Hij heeft 61 NHL-records op zijn naam staan, zoals de records voor meeste goals (in totaal en per seizoen) en de meeste assists. Naast de NHL-records prijken onder meer 4 Stanley Cups (1984, 1985, 1987, 1988) en 9 Hart Memorial Trophy's (1980, 1981, 1982, 1983, 1984, 1985, 1986, 1987, 1989) op zijn palmares. Ook is hij de enige NHL-speler wiens rugnummer (99) uit eerbetoon niet meer gebruikt wordt.

## Trivia
- Een paar negens tijdens pokeren wordt soms een "Gretzky" genoemd (naar aanleiding van zijn rugnummer).
- Een quote van Gretzky over het nemen van kansen: "You miss 100% of the shots you don't take."
- Een koffie met 9 suikerklontjes en 9 crème-cupjes bij de Canadese koffieketen Tim Hortons wordt een Gretzky genoemd.